# Jeff Batchelor
Jeff Batchelor (ur. 29 kwietnia 1988 w Oakville) – kanadyjski snowboardzista, wicemistrz świata.

## Kariera
Po raz pierwszy na arenie międzynarodowej pojawił się 24 stycznia 2004 roku w Craigleith, gdzie w zawodach FIS Race zajął piąte miejsce w halfpipe'ie. W 2005 roku wystartował na mistrzostwach świata juniorów w Zermatt, gdzie był czwarty w tej konkurencji. Podczas rozgrywanych rok później mistrzostw świata juniorów w Vivaldi Park zajął 29. miejsce w halfpipe’ie, a w big air był jedenasty.
W zawodach Pucharu Świata zadebiutował 10 grudnia 2005 roku w Whistler, zajmując 56. miejsce w halfpipe’ie. Pierwsze pucharowe punkty wywalczył dzień później w tej samej miejscowości, zajmując tym razem jedenaste miejsce. Na podium zawodów tego cyklu po raz pierwszy stanął 24 lutego 2007 roku w Sungwoo, wygrywając rywalizację w swej koronnej konkurencji. Wyprzedził tam Dolfa van der Wala z Holandii i Australijczyka Andrew Burtona. Łącznie pięć razy stawał na podium zawodów PŚ, odnosząc jeszcze jedno zwycięstwo: 20 lutego 2009 roku w Stoneham. Najlepsze wyniki osiągnął w sezonie 2006/2007, kiedy to zajął 28. miejsce w klasyfikacji generalnej. Rok później był trzeci w klasyfikacji halfpipe’a.
Największy sukces w karierze osiągnął w 2009 roku, kiedy zdobył srebrny medal na mistrzostwach świata w Gangwon. W zawodach tych rozdzielił Japończyka Ryō Aono i Francuza Mathieu Crepela. Zajął także 32. miejsce w halfpipe’ie na igrzyskach olimpijskich w Vancouver rok później.
W 2010 roku zakończył karierę.

## Osiągnięcia

### Igrzyska olimpijskie
| Miejsce | Dzień     | Rok  | Miejscowość | Konkurencja | Zwycięzca   |
| ------- | --------- | ---- | ----------- | ----------- | ----------- |
| 32.     | 17 lutego | 2010 | Vancouver   | Halfpipe    | Shaun White |

### Mistrzostwa świata
| Miejsce | Dzień       | Rok  | Miejscowość | Konkurencja | Zwycięzca |
| ------- | ----------- | ---- | ----------- | ----------- | --------- |
| 2.      | 23 stycznia | 2009 | Gangwon     | Halfpipe    | Ryō Aono  |

### Puchar Świata

#### Miejsca w klasyfikacji generalnej
- sezon 2005/2006: 118.
- sezon 2006/2007: 23.
- sezon 2007/2008: 28.
- sezon 2008/2009: 33.
- sezon 2009/2010: 79.

#### Miejsca na podium
1. Sungwoo – 24 lutego 2007 (halfpipe) - 1. miejsce
2. Gujō – 23 lutego 2008 (halfpipe) - 2. miejsce
3. Calgary – 29 lutego 2008 (halfpipe) - 2. miejsce
4. Stoneham – 20 lutego 2009 (halfpipe) - 1. miejsce
5. Stoneham – 22 stycznia 2010 (halfpipe) - 2. miejsce